# Thoburnia
Thoburnia – rodzaj słodkowodnych ryb karpiokształtnych z rodziny czukuczanowatych (Catostomidae).

## Występowanie
Ryby z tego rodzaju występują na terenie Ameryki Północnej.

## Klasyfikacja
Gatunki zaliczane do tego rodzaju:
- Thoburnia atripinnis (R. M. Bailey, 1959)
- Thoburnia hamiltoni (Raney & Lachner, 1946)
- Thoburnia rhothoeca (Thoburn, 1896)